# Tell Qasile

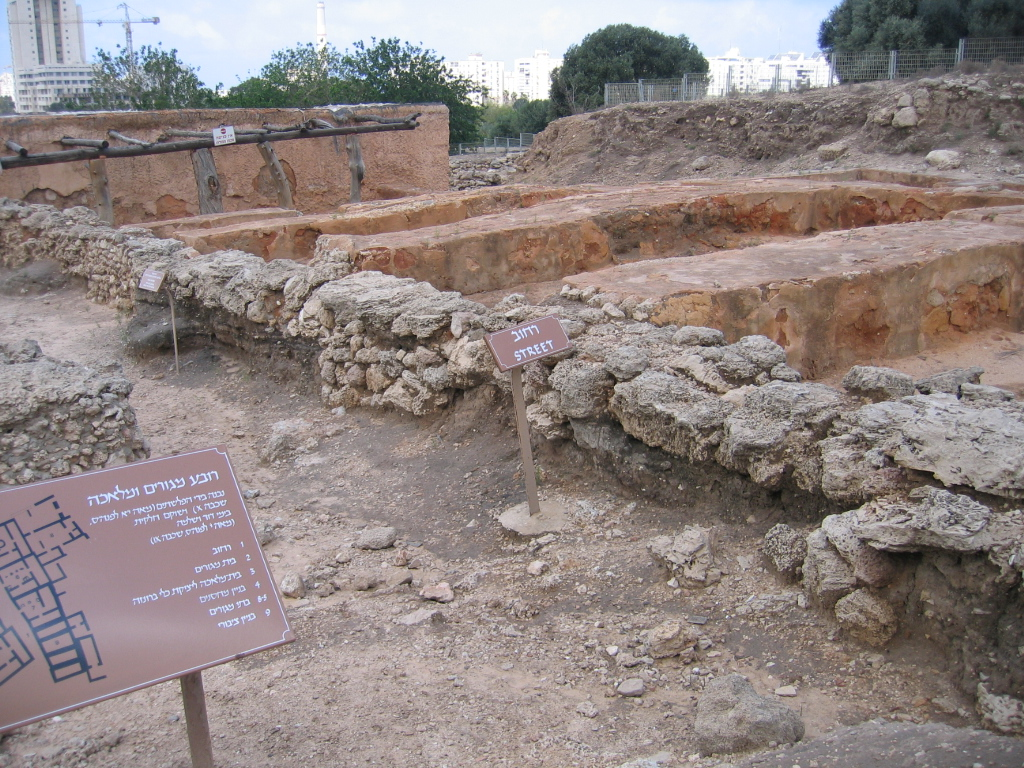
Quartiere residenziale di Tell Qasile

Tell Qasile è un sito archeologico di Tel Aviv, in Israele risalente a più di 3000 anni fa, nel quale sono stati riportati alla luce i resti di una città portuale fondata dai Filistei nel XII secolo a.C.
Si trova presso il fiume Yarkon, su terreni del Museo Terra di Israele.

## Storia
Nel 1815 lady Esther Stanhope, viaggiatrice britannica, dopo aver scavato le rovine dell'antica Ascalona, propose di indagare anche la località chiamata el-Khurby, situata a 12 miglia a nord-est di Jaffa, sulle rive del fiume Awgy (oggi fiume Yarkon), sostenendo che c'erano diverse prove che il luogo fosse stato piuttosto popoloso in passato.
I moderni scavi archeologici furono condotti negli anni 1949 -1951 e nel 1956 dall'archeologo Benjamin Mazar, che ricevette uno dei primi permessi di esplorazione archeologica da parte del neonato stato di Israele. Gli scavi riportarono alla luce l'area A e rivelarono il graduale sviluppo di una città filistea dalla sua fondazione (strato XII) alla sua massima fioritura (strato X), alla fine dell'XI secolo a.C..
Tra il 1971 e il 1974 altri scavi vennero condotto nell'area C dall'archeologo Amihai Mazar, nipote di Benjamin, riportando alla luce il santuario filisteo.
Altri scavi condotti negli anni ottanta hanno portato alla scoperta di un edificio di epoca abbaside (IX-XI secolo) con tracce di occupazione anche omayyade e crociata.

## Ritrovamenti archeologici
L'area sacra della città filistea, che ospitava i resti di tre templi, costruiti uno sopra l'altro con mattoni di fango seccati al sole, rivestiti da intonaco leggermente colorato. Dei banconi erano costruiti lungo i muri.
A terra furono rinvenuti molte offerte e vasellame rituale, che si concentravano soprattutto presso il bema e negli spazi di immagazzinamento.
Sul lato nord della strada venne rinvenuto un isolato residenziale, mentre a sud gli scavi rivelarono officine e magazzini. Le case avevano una pianta standardizzata: di forma quadrata e ampie circa 100 m2, erano composte da due ambienti allungati separati da un cortile. Si tratta di un esempio antico della tipologia di abitazione nota come "casa a quattro ambienti" con soli tre vani.
L'edificio islamico è un caravanserraglio, con cortile centrale, collocato in prossimità di un attraversamento del fiume. È stata scavata solo la parte nord dell'edificio, la cui ampiezza è stimata di circa 28 m2: un'entrata pavimentata in pietra sul lato nord, introduceva al cortile, con pavimento in ghiaia. Sui lati est ed ovest il cortile ha un portico ad arcate sorrette da colonne e diverse piccole stanze lungo il perimetro; all'angolo nord-occidentale sono presenti i resti di una scala per i piani superiori.